# IHL 1951/52
Die Saison 1951/52 war die siebte reguläre Saison der International Hockey League. Während der regulären Saison bestritten die fünf Teams jeweils 48 Spiele. In den Play-offs setzten sich die Toledo Mercurys durch, die ihren Vorjahreserfolg verteidigen konnten und gewannen den dritten Turner Cup in ihrer Vereinsgeschichte.

## Teamänderungen
Folgende Änderungen wurden vor Beginn der Saison vorgenommen:
- Der Detroit Auto Club stellte den Spielbetrieb ein.
- Die Sarnia Sailors wechselten in die Ontario Hockey Association.
- Die Troy Bruins wurden als Expansionsteam in die Liga aufgenommen.

## Reguläre Saison

### Abschlusstabelle
Abkürzungen: GP = Spiele, W = Siege, L = Niederlagen, T = Unentschieden, OTL = Niederlage nach Overtime, GF = Erzielte Tore, GA = Gegentore, Pts = Punkte
|                      | GP | W  | L  | T | GF  | GA  | Pts |
| -------------------- | -- | -- | -- | - | --- | --- | --- |
| Grand Rapids Rockets | 48 | 29 | 13 | 6 | 213 | 156 | 64  |
| Toledo Mercurys      | 48 | 24 | 18 | 6 | 210 | 192 | 54  |
| Troy Bruins          | 48 | 23 | 19 | 6 | 211 | 180 | 52  |
| Chatham Maroons      | 48 | 22 | 23 | 3 | 206 | 218 | 47  |
| Detroit Hettche      | 48 | 10 | 35 | 3 | 138 | 232 | 23  |

## Turner-Cup-Playoffs
|  | Turner-Cup-Halbfinale | Turner-Cup-Halbfinale | Turner-Cup-Halbfinale |  |  | Turner-Cup-Finale | Turner-Cup-Finale    | Turner-Cup-Finale |
|  |                       |                       |                       |  |  |                   |                      |                   |
|  |                       |                       |                       |  |  |                   |                      |                   |
|  | 1                     | Grand Rapids Rockets  | 4                     |  |  |                   |                      |                   |
|  | 3                     | Troy Bruins           | 3                     |  |  |                   |                      |                   |
|  |                       |                       |                       |  |  | 1                 | Grand Rapids Rockets | 2                 |
|  |                       |                       |                       |  |  | 2                 | Toledo Mercurys      | 4                 |
|  | 2                     | Toledo Mercurys       | 4                     |  |  |                   |                      |                   |
|  | 4                     | Chatham Maroons       | 0                     |  |  |                   |                      |                   |
|  |                       |                       |                       |  |  |                   |                      |                   |

## Vergebene Trophäen

### Mannschaftstrophäen
| Auszeichnung                                          | Team                 |
| ----------------------------------------------------- | -------------------- |
| Turner Cup Gewinner der IHL-Playoffs                  | Toledo Mercurys      |
| J. P. McGuire Trophy Bestes Team der regulären Saison | Grand Rapids Rockets |

### Individuelle Trophäen
| Auszeichnung                                             | Spieler       | Team                 |
| -------------------------------------------------------- | ------------- | -------------------- |
| James Gatschene Memorial Trophy MVP der regulären Saison | Ernie Dick    | Chatham Maroons      |
| George H. Wilkinson Trophy Bester Scorer                 | George Parker | Grand Rapids Rockets |